# Glenea astathiformis
Glenea astathiformis är en skalbaggsart som beskrevs av Stefan von Breuning 1958. Glenea astathiformis ingår i släktet Glenea och familjen långhorningar.
Artens utbredningsområde är Laos. Inga underarter finns listade i Catalogue of Life.